# Departamento de Rosario Vera Peñaloza
Departamento de Rosario Vera Peñaloza är en kommun i Argentina.   Den ligger i provinsen La Rioja, i den centrala delen av landet, 900 km väster om huvudstaden Buenos Aires.
Omgivningarna runt Departamento de Rosario Vera Peñaloza är i huvudsak ett öppet busklandskap. Runt Departamento de Rosario Vera Peñaloza är det mycket glesbefolkat, med 3 invånare per kvadratkilometer.